# Namco Museum Vol. 4
Namco Museum Vol. 4 is een videospel dat werd ontwikkeld door Namco Limited en uitgegeven door Namco Hometek. Het spel kwam in 1996 uit voor de Sony PlayStation.
Het compilatiespel bestaat uit:
- Pac-Land (1984)
- Genpei Tōma Den (1986)
- The Return of Ishtar (1986)
- Assault (1988)
- Ordyne (1988)
- Assault Plus (1988, verborgen)

## Ontvangst
| Beoordeeld door       | Jaar | Score |
| --------------------- | ---- | ----- |
| Play Magazine         | 1997 | 79%   |
| NowGamer              | 1997 | 75%   |
| IGN                   | 1997 | 60%   |
| GameSpot              | 1997 | 45%   |
| The Video Game Critic | 1999 | 42%   |
| Game Revolution       | 1998 | 42%   |
| PSM                   | 1997 | 40%   |